# Isola Velikij (Golfo di Kandalakša)
L'isola Velikij (in russo остров Великий,  ostrov Velikij; in italiano "grande") è un'isola russa nel Mar Bianco. Amministrativamente fa parte del Kandalakšskij rajon dell'oblast' di Murmansk, nel Circondario federale nordoccidentale.

## Geografia
Velikij, che, come latitudine, si trova sul Circolo polare artico,
è la più grande isola del golfo di Kandalakša (Кандалакшский залив). L'isola è lunga 21 km e larga 7 km e ha un'altezza massima di 79 m. Tra l'isola e la terraferma, a sud, c'è lo stretto Velikaja Salma (пролив Великая Салма), largo 3 km; a nord-ovest la baia Bab'e More (губа Бабье Море) e ad ovest la baia Rugozerskaja (губа Ругозерская). L'isola ha una forma molto frastagliata, con varie insenature ed è circondata da varie isole ed isolette; vi sono alcuni laghi, il maggiore dei quali, al centro dell'isola, è il lago Kumjaž'i (озеро Кумяжьи).
Su di un promontorio tra la baia Rugozerskaja e lo stretto Velikaja Salma, di fronte alla costa sud della parte occidentale dell'isola Velikij, si trova la Stazione biologica del Mar Bianco "N. A. Pertsov" dell'Università statale di Mosca (Беломорская биологическая станция Московского государственного университета - ББС МГУ).
L'isola fa parte della Riserva Kandalakša (Кандала́кшский запове́дник) ed è luogo di nidificazione di molti uccelli.